# IGA U.S. Indoor Championships 2001
IGA U.S. Indoor Championships 2001 — жіночий тенісний турнір, що проходив на закритих кортах з твердим покриттям в Оклахома-Сіті (США). Належав до турнірів 3-ї категорії в рамках Туру WTA 2001. Відбувсь ушістнадцяте й тривав з 18 до 25 лютого 2001 року. Перша сіяна Моніка Селеш виграла свій другий підряд титул на цьому турнірі.

## Фінальна частина

### Одиночний розряд
Моніка Селеш —  Дженніфер Капріаті 6–3, 5–7, 6–2
- Для Селеш це був 1-й титул за рік і 54-й — за кар'єру.

### Парний розряд
Аманда Кетцер /  Лорі Макніл —  Джанет Лі /  Вінне Пракуся 6–3, 2–6, 6–0
- Для Кетцер це був 1-й титул за рік і 15-й — за кар'єру. Для Макніл це був 1-й титул за рік і 41-й — за кар'єру.